# Корпорация Война
Корпорация Война (на английски: War, Inc.) е американски филм със смесени елементи на политическа сатира и екшън трилър на Ню Имидж, сниман в България в края на есента на 2006 г., с участието на Хилари Дъф и Джон Кюсак.
 Внимание:  Текстът по-долу разкрива сюжета на произведението (или части от него)!
Действието на филма се развива в бъдещето, където бушува бунт в пустинната страна Турагистан, окупирана след операция на наемни частни сили на мега-корпорацията Тамърлейн. Бившият вицепрезидент на САЩ, сега изпълнителен директор на Тамърлейн, наема емоционално белязан убиец – 40-годишният Бранд Хаузер (Джон Кюсак). Той трябва да убие изпълнителния директор на техните конкуренти. Две жени - ролята на едната, от които е поверена на Хилари Дъф – объркват плановете на всички.